# ヨハン・メルヒオール・モルター
ヨハン・メルヒオール・モルター（Johann Melchior Molter, 1696年2月10日 ドイツ・テューリンゲン州ティーフェンオルト(Tiefenort) - 1765年1月12日 カールスルーエ）は、ドイツ後期バロックから前古典派に至る過渡期の作曲家で、宮廷楽長、ヴァイオリン奏者。

## 生涯
モルターは、J.S.バッハの生地アイゼナハに近いティーフェンオルトのカントルで教師の父のもとに1696年に生まれ、まず父から音楽の手ほどきを受けている。その後アイゼナッハのギムナジウムで教育を受け、1717年秋までにアイゼナハを去った。カールスルーエにあるバーデン＝ドゥルラハ辺境伯の宮廷のヴァイオリン奏者になった。ここでは、彼はマリア・サロメ・ロールワーゲン (Maria Salome Rollwagen) と結婚し、彼女との間に8人の子供たちをもうけた。1719～1721年から、彼はイタリアで作曲を勉強し、アントニオ・ヴィヴァルディ、トマゾ・アルビノーニ、ジュゼッペ・タルティーニ、アレッサンドロ・スカルラッティらから影響を受けた。1722年から1733年まで、彼はカールスルーエの宮廷楽団の楽長を務めた。1734年には、ザクセン＝アイゼナハ公国のヴィルヘルム・ハインリヒの宮廷楽団の楽長になった。
1737年に妻マリアが死に、1742年までに、モルターはマリア・クリスティーナ・ワーグナー (Maria Christina Wagner) と結婚した。その年にはカールスルーエに戻って、そこのギムナジウムで教育を開始した。1747年から亡くなるまで、モルターは、彼の初の雇い主の孫のカール・フリードリヒによって雇用された。

## 作品
モルターが残した作品には、オラトリオ、いくつかのカンタータ、オーケストラのための170曲の交響曲、序曲と他の管弦楽曲、歴史上初めて書かれた6曲のクラリネット協奏曲など多くの協奏曲、そして多くの室内楽が含まれる。クラウス・ハフナーによるモルター作品目録（MWV）は、全体で約600曲を数え上げている。
交響曲
- 交響曲 ニ長調 MWV VII-30【演奏例】
- 交響曲 イ長調 MWV VII-96【演奏例】
- 交響曲 ニ長調 MWV VII-133【演奏例】

協奏曲
- バイオリン協奏曲　6曲
- フルート協奏曲　10曲
- ファゴット協奏曲　3曲
  - ト短調 【演奏例】
- オーボエ協奏曲　第7番 変ロ長調
- クラリネット協奏曲　6曲
- チェロ協奏曲　ハ長調
- ホルン協奏曲
- フルート・オーボエ・ホルンのための協奏曲
- ビオラ協奏曲　イ長調
- チェンバロ協奏曲
- トランペット協奏曲　3曲
  - ニ長調 MWV IV-12、ニ長調 MWV IV-13、ニ長調 MWV IV-14。【演奏例】
- 2つのトランペットのための協奏曲　5曲
  - ニ長調 MWV IV-7、ニ長調 MWV IV-8【演奏例】、ニ長調 MWV IV-9、ニ長調 MWV IV-10、ニ長調 MWV IV-11。